# Boulevard Bischoffsheim
Le boulevard Bischoffsheim, appelé primitivement, jusqu'en 1883, boulevard de l'Observatoire, est un important boulevard de Bruxelles en Belgique. Le boulevard relie la place Surlet de Chokier à la rue Royale.  
Il fait partie de la petite ceinture de Bruxelles, créée à partir de 1824 par Jean-Baptiste Vifquain pour remplacer les remparts historiques du XIVe siècle détruits sous Napoléon.
Il doit son nom initial au premier observatoire bruxellois qui était situé de l'autre côté du boulevard et son nom actuel au banquier et homme politique Jonathan-Raphaël Bischoffsheim.

## Maisons remarquables
- n° 11 : Immeuble de bureaux d'Electrolux[1], au coin de la Petite rue du Nord, construit vers 1950 par l'architecte Jean Hendrickx-Van den Bosch en collaboration avec l'architecte suédois Anders Tengbom[2]. Exemple de l'architecture fonctionnaliste des années 1950, en béton armé, au style morne et froid.
- n° 32 : Ancien hôtel de maître construit pour Monsieur Chrétien Dansaert en 1874 par l'architecte Henri Maquet. Chrétien Dansaert était un grand collectionneur d'art et après son décès eut lieu les 15, 16, 22, et 23 juin 1896 dans son hôtel du 32 boulevard Bischoffsheim la vente publique de ses collections de tableaux, livres et objets d'art[3], parmi les tableaux vendus figurait l'Enfant malade d'Alexandre Struys. 
  - Cette maison deviendra ensuite le domicile du notaire et sénateur Albert Poelaert, neveu du célèbre architecte Joseph Poelaert. De cette belle demeure, victime de la modernisation à tout prix, il ne reste plus qu'une façade insérée dans un immeuble de bureau en verre et béton, exemple significatif  du façadisme bruxellois ayant succédé à la bruxellisation[4]
- n° 40 : temple de l'Église protestante de Bruxelles-Botanique, fondée en 1834 et membre de l'Église protestante unie de Belgique,
- n° 52 : Monsieur et Madame Léon t'Serstevens ont habité au numéro 52[5].

Mais le faire-part mortuaire de Léon J. B. t'Serstevens, officier de l'Ordre de Léopold et chevalier de l'ordre de la Légion d'honneur, Président du Conseil Supérieur d'Agriculture, ancien membre de la Chambre des Représentants ... signale que la levée du corps aura lieu au numéro 43.